# Andilla
Andilla é um município da Espanha na província de Valência, Comunidade Valenciana. Tem 142,8 km² de área e em 2021 tinha 315 habitantes (densidade: 2,2 hab./km²).

## Demografia
| Variação demográfica do município entre 1991 e 2004 | Variação demográfica do município entre 1991 e 2004 | Variação demográfica do município entre 1991 e 2004 | Variação demográfica do município entre 1991 e 2004 |
| --------------------------------------------------- | --------------------------------------------------- | --------------------------------------------------- | --------------------------------------------------- |
| 1991                                                | 1996                                                | 2001                                                | 2004                                                |
| 183                                                 | 292                                                 | 372                                                 | 384                                                 |